# Jowita Budnik
Jowita Budnik z domu Miondlikowska (ur. 28 listopada 1973 w Warszawie) – polska aktorka telewizyjna i filmowa, laureatka Orła za pierwszoplanową rolę w filmie Plac Zbawiciela.

## Życiorys

### Wykształcenie
Jest wychowanką młodzieżowego ogniska Machulskich przy Teatrze Ochota oraz absolwentką VII LO im. J. Słowackiego i Instytutu Stosowanych Nauk Społecznych na Uniwersytecie Warszawskim.

### Kariera zawodowa
Na ekranie zadebiutowała w wieku 12 lat w Kochankach mojej mamy Radosława Piwowarskiego. Dużą popularność przyniósł jej udział w pierwszej polskiej telenoweli W labiryncie, w której wcieliła się w postać zbuntowanej pasierbicy jednego z głównych bohaterów, odtwarzanego przez Marka Kondrata.
W latach 90. grała role epizodyczne w filmach polskich i francuskich oraz w wielu serialach, a także gościnnie występowała w Teatrach Ochoty i Powszechnym. W tym czasie zatrudniła się również w Agencji Aktorskiej Jerzego Gudejki, gdzie pracuje do dziś. Jest agentką m.in. Andrzeja Chyry.
Przełomem w jej życiu zawodowym było spotkanie z Krzysztofem Krauzem, który w 2000 roku obsadził ją w jednej z głównych ról w swoim telewizyjnym filmie Sieć z cyklu Wielkie rzeczy. Wystąpiła również – w epizodach – w jego Długu oraz Moim Nikiforze.
W 2005 Krauze oraz Joanna Kos-Krauze z myślą o niej napisali scenariusz filmu Plac Zbawiciela. Budnik zagrała kobietę upokarzaną i gnębioną przez męża i teściową. Jej rola spotkała się z entuzjastycznym przyjęciem większości krytyków oraz jurorów 31. Festiwalu Polskich Filmów Fabularnych w Gdyni, którzy przyznali jej nagrodę za pierwszoplanową rolę żeńską.
W listopadzie 2013 ukazał się kolejny film Joanny i Krzysztofa Krauzego Papusza, gdzie zagrała tytułową rolę. W 2014 zagrała główną rolę w filmie kryminalnym Jeziorak, a w 2017 w ostatnim wspólnym filmie Joanny i Krzysztofa Krauzego Ptaki Śpiewają w Kigali.

## Życie prywatne
Jest żoną dziennikarza radiowego Jarosława Budnika oraz starszą siostrą aktora i konsultanta ds. samochodowych Kamila Miondlikowskiego.

## Filmografia
- 1985: Kochankowie mojej mamy – Beata
- 1987: Rzeka kłamstwa – Joanna Macieszanka (odc. 1 i 2)
- 1988–1990: W labiryncie – Marta Białek
- 1989: Modrzejewska – Stasia Bendówna, bratanica Modrzejewskiej
- 1989: Po upadku. Sceny z życia nomenklatury – córka Ratajczaków
- 1990: Maria Curie – pensjonarka
- 1990: W piątą stronę świata – Hanka Sulejówna
- 1992: Wiatr ze wschodu – Liza
- 1994–1995: Fitness Club – Lidka
- 1995: Pokuszenie – postulantka
- 1996: Maszyna zmian. Nowe przygody – Inka (odc. 1)
- 1997: Klan – policjantka przyjmująca zgłoszenie o zaginięciu Maćka
- 1997: W krainie Władcy Smoków – Mala
- 1998: Matki, żony i kochanki – Bronka, wnuczka Stokowej
- 1998: Złotopolscy – pielęgniarka (odc. 23, 87 i 88)
- 1999: Dług – dziewczyna z pralni
- 1999: Na dobre i na złe – córka Frączaka (odc. 1)
- 2000: Portret podwójny – asystentka na castingu
- 2000: Wielkie rzeczy – Danka Skowronek, żona Cezarego (cz. 3)
- 2003: Kasia i Tomek – niska siatkarka (seria III, odc. 27)
- 2004: Mój Nikifor – sprzątaczka Kowalska
- 2004: Stacyjka – uczestniczka castingu (odc. 7)
- 2004: City – kobieta z Akcji Humanitarnej
- 2005: Z odzysku – Żona Gazdy
- 2006: Plac Zbawiciela – Beata Zielińska
- 2006: Strajk – Dobrowolska
- 2009: Nigdy nie mów nigdy – psycholog prowadząca kurs
- 2009: Ciemnego pokoju nie trzeba się bać – Lucyna, matka „Łaty”
- 2010: Glasgow – pielęgniarka
- 2010: Siedem minut – kobieta z laboratorium
- 2011: Głęboka woda – Marlena Turska (odc. 12)
- 2012: Ojciec Mateusz – siostra Paulina (odc. 98)
- 2012: Baby blues – kobieta z agencji
- 2012: Wszystko przed nami – Barbara Kozak
- 2013: Papusza – Papusza
- 2013: Stacja Warszawa – lokatorka
- 2014: Obietnica – matka Janka
- 2014: Komisarz Alex – Anka Stajniak (odc. 63)
- 2014: Jeziorak – podkomisarz Iza Dereń
- 2014: Facet (nie)potrzebny od zaraz – pielęgniarka
- 2015–2017: M jak miłość – Teresa Zarzycka, matka Franka
- 2017: Ptaki śpiewają w Kigali – Anna Keller
- 2017: Cicha noc – ciotka Basia
- 2018: Kto napisze naszą historię – Rachel Auerbach
- 2018–2019: Na Wspólnej – Alicja
- 2019: Ikar. Legenda Mietka Kosza – Matka Mietka
- 2022-2024: "Szadź" - komisarz Mira Janik
- od 2023: Pierwsza miłość – Paulina Sawicka, mama Igi
- 2023–2024: Grzechy sąsiadów – Liliana Głowińska
- 2024: Lany poniedziałek  – Sylwia, matka Klary i Marty

## Nagrody
2006 – 31. Festiwal Polskich Filmów Fabularnych:
- Nagroda za pierwszoplanową rolę kobiecą za Plac Zbawiciela

2007 – nominacja do Paszportu „Polityki” w kategorii film za rolę w Placu Zbawiciela
2007 – Polskie Nagrody Filmowe „Orły”:
- Nagroda za pierwszoplanową rolę żeńską za Plac Zbawiciela

2017 – 42. Festiwal Polskich Filmów Fabularnych w Gdyni:
- Nagroda za pierwszoplanową rolę kobiecą za Ptaki śpiewają w Kigali (ex-aequo z partnerującą jej Eliane Umuhire)